# Ramanella nagaoi
Ramanella nagaoi és una espècie de granota que viu a Sri Lanka.